# Cornia (Toskana)
Cornia (auch Cornia di Civitella) ist ein ehemaliger Ortsteil (Fraktion, italienisch frazione) und heutiger Weiler (località) der italienischen Gemeinde Civitella in Val di Chiana in der Provinz Arezzo in der Toskana.

## Geografie
Der Ort liegt etwa 3,5 km südwestlich des Hauptortes Civitella in Val di Chiana, etwa 17 km südwestlich der Provinzhauptstadt Arezzo und etwa 55 km südöstlich der Regionalhauptstadt Florenz im Ambratal am Übergang zum Chianatal (Val di Chiana). Der Ambra fließt etwa 6 km nordwestlich, der Chiana etwa 10 östlich.

## Geschichte
Im 11. Jahrhundert unterstand der Ort den Mönchen aus Badia Agnano (heute Ortsteil von Bucine). Deren Abt unterstellte den Ort 1350 der Republik Florenz. 1774 wurde Cornia Ortsteil von Civitella in Val di Chiana. 1833 hatte der Ort 292 Einwohner. Am 29. Juni 1944 wurde Cornia von Angehörigen der Fallschirm-Panzer-Division 1 Hermann Göring auf der Suche nach Partisanen durchkämmt. Die sogenannte Bandenbekämpfungsaktion artete im Massaker von Cornia aus, bei dem mindestens 30 Einwohner ermordet wurden. Weitere Truppen der 1. Fallschirmjäger-Division verschanzten sich ab dem 3. Juli 1944 im Ort, der daraufhin von Einheiten der 8. britischen Armee beschossen wurde. Dabei wurden mehrere Häuser und der Kirchturm zerstört.

## Sehenswürdigkeiten

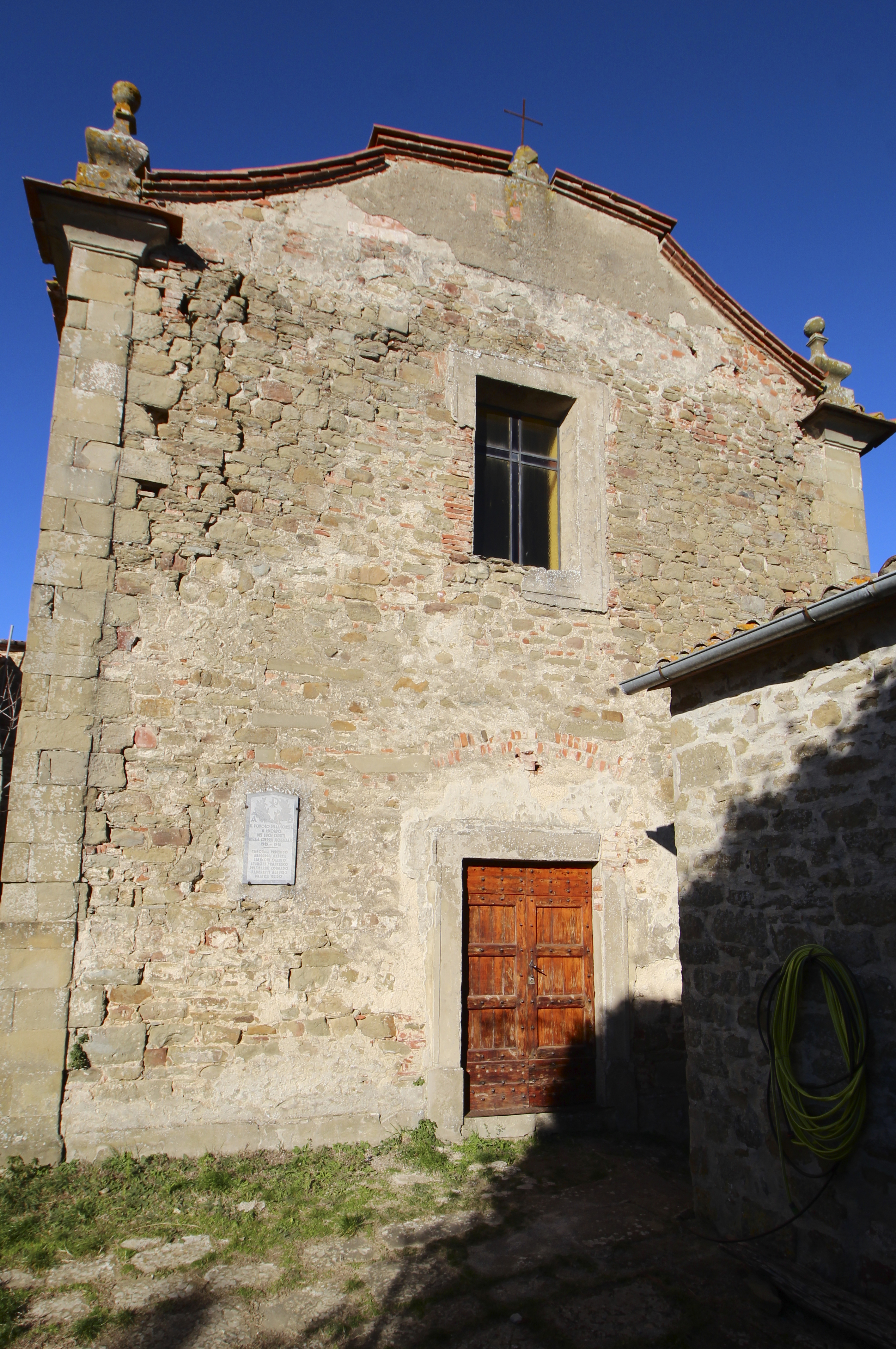
Die Kirche San Michele Arcangelo

- San Michele Arcangelo, Kirche im Ortskern, die zum Bistum Arezzo-Cortona-Sansepolcro gehört und um das 11. Jahrhundert entstand.[2] 1274 wurde die Kirche als der Pieve Santa Maria al Toppo (Pieve al Toppo) zugehörig erwähnt.[3] Die Innenräume wurden ab dem 3. Juli 1944 durch deutsche Soldaten zerstört, die sich in der Kirche verschanzt hatten, der Kirchturm wurde durch britische Truppen bombardiert und zerstört.[5]
- Monumento ai Caduti, Denkmal für die Ermordeten des Ortes bei dem Massaker von Civitella in Val di Chiana, Cornia und San Pancrazio. Das Denkmal entstand 1969 und steht vor dem Friedhof von Cornia.[6]

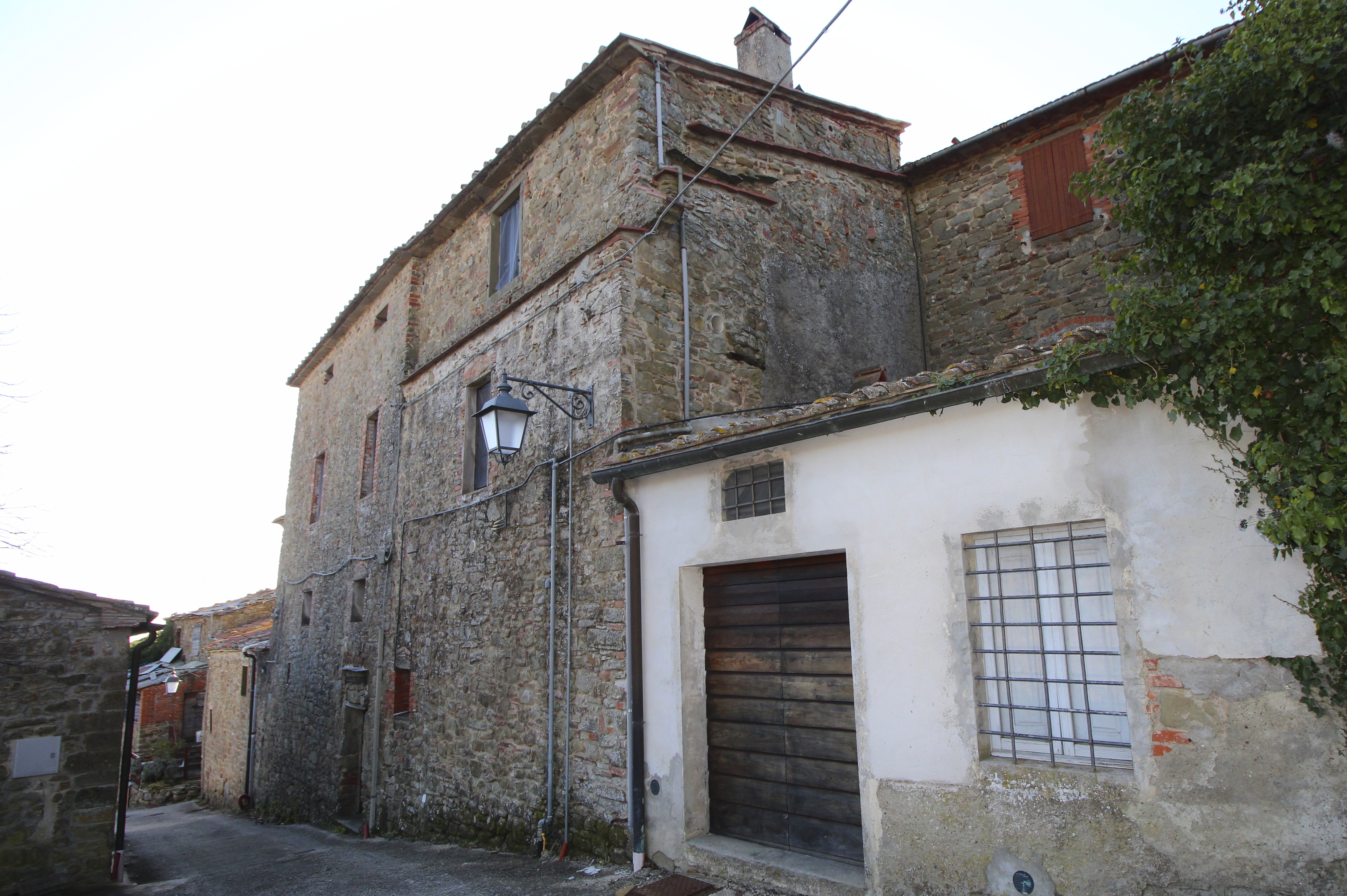
Ortskern
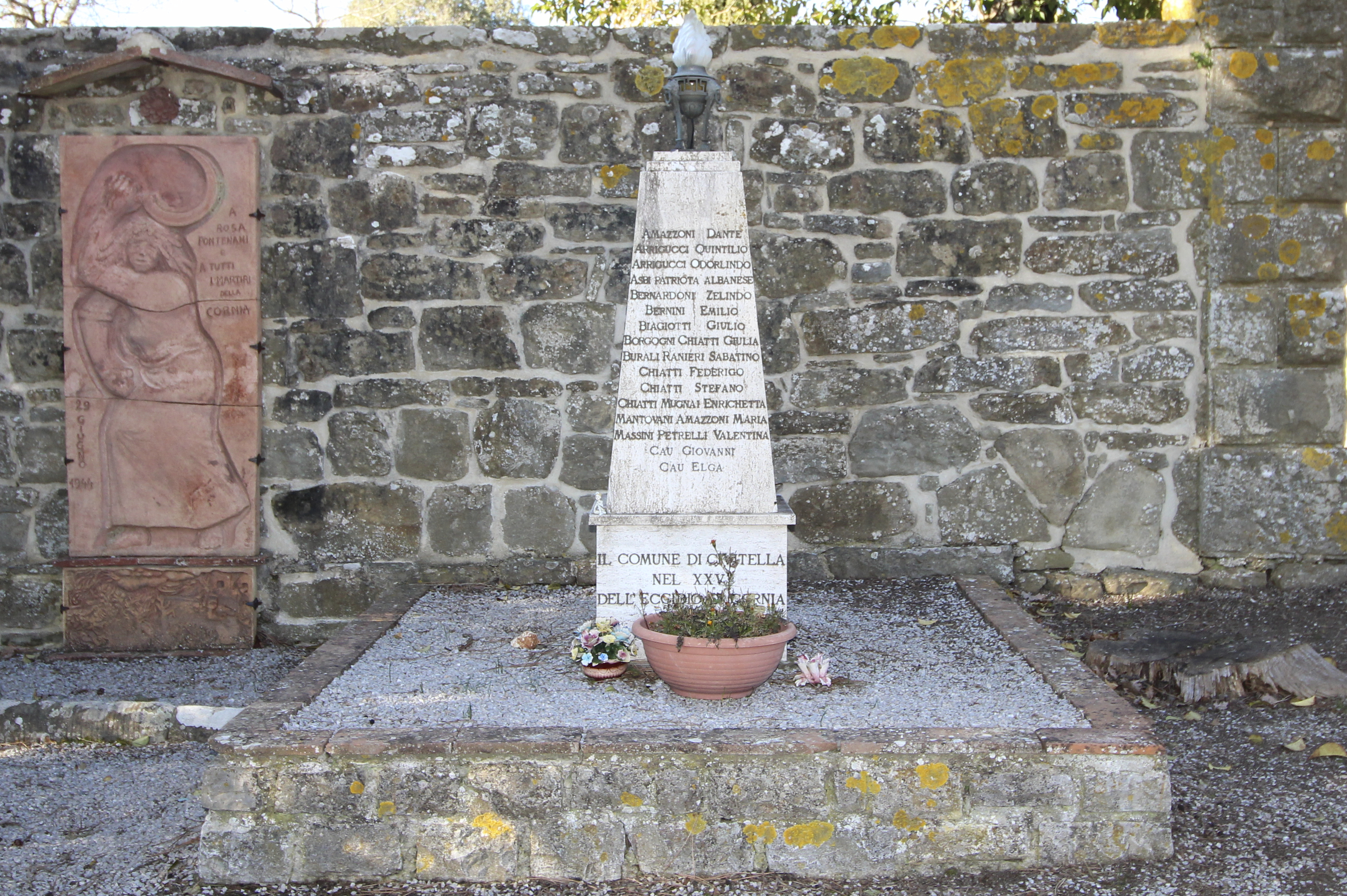
Das Denkmal für die Ermordeten von 1944
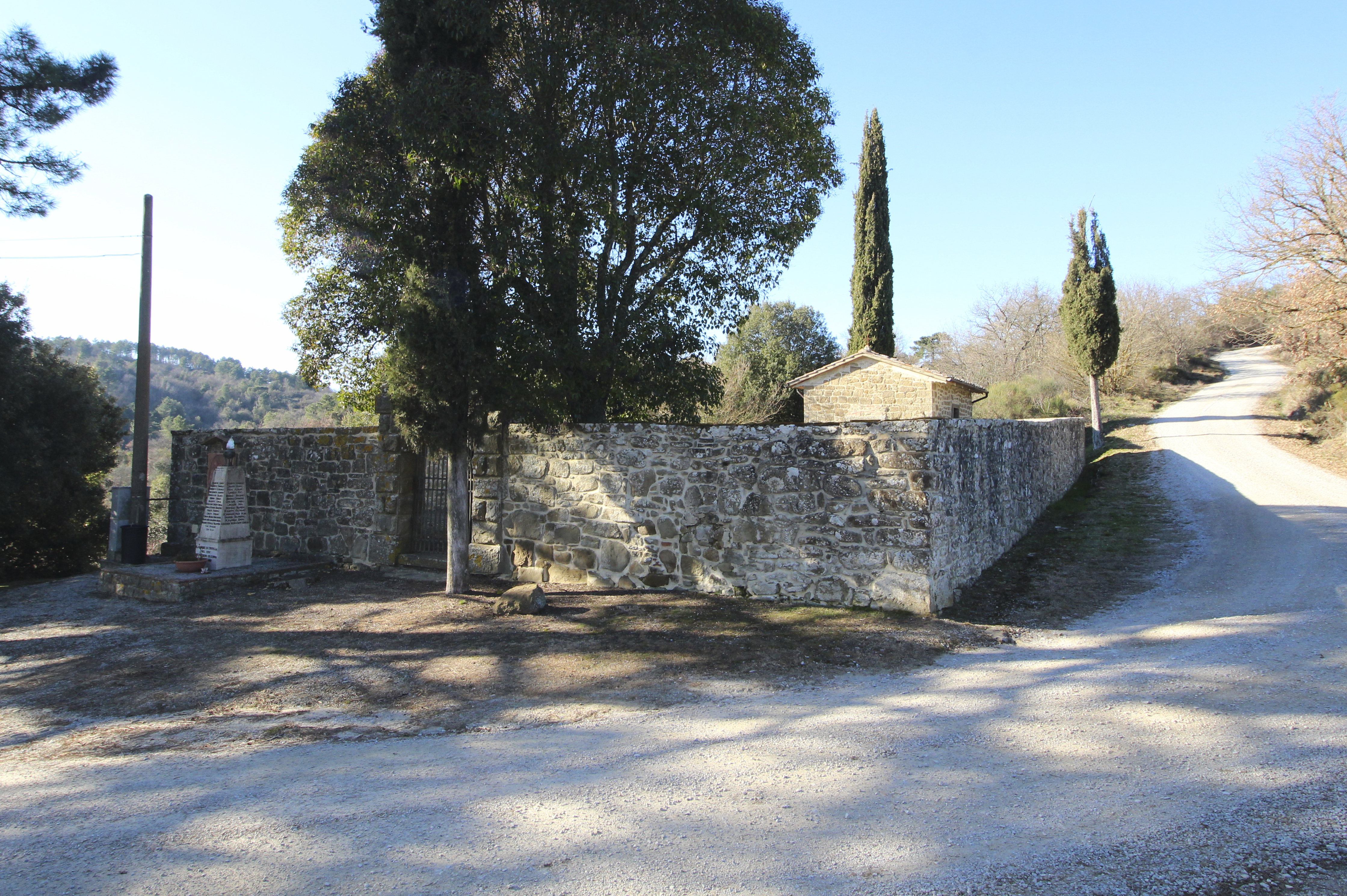
Der Friedhof von Cornia